# Kouandé

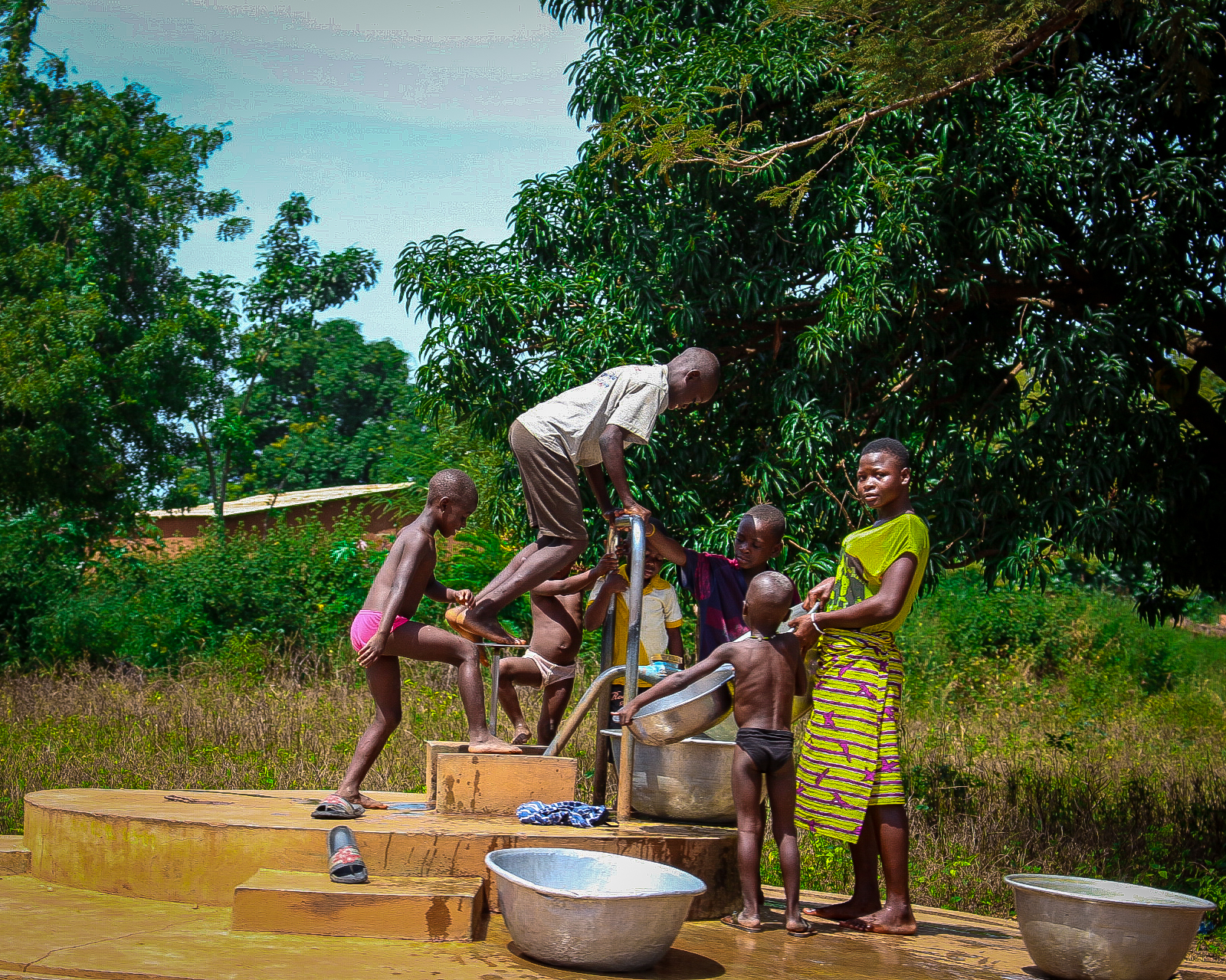
Kouandé.

Kouandé es una comuna beninesa perteneciente al departamento de Atakora.
En 2013 tenía 111 540 habitantes, de los cuales 27 197 vivían en el arrondissement de Kouandé.
Se ubica unos 30 km al este de Natitingou.

## Subdivisiones
Comprende los siguientes arrondissements:
- Birni
- Chabi-Couma
- Fô-Tancé
- Guilmaro
- Kouandé
- Oroukayo